# 국민은행 (1963년~2001년)
국민은행(國民銀行)은 1963년부터 2001년까지 존재했던 대한민국의 은행이다.

## 연혁
- 1963년 2월 1일 : 국민은행법에 의해 설립
- 1998년 6월 29일 : 대동은행 P&A 방식으로 인수
- 1999년 1월 1일 : 한국장기신용은행 합병
- 2001년 11월 1일 : 주택은행 합병 및 뉴욕증권거래소 상장

## 같이 보기
- 국민은행 축구단